# Gigondàs
Gigondàs (en occità Gigondàs, en francès Gigondas) és un municipi francès situat al departament de la Valclusa i a la regió de Provença – Alps – Costa Blava.

## Demografia
| 1962                                       | 1968 | 1975 | 1982 | 1990 | 1999 | 2006 |
| ------------------------------------------ | ---- | ---- | ---- | ---- | ---- | ---- |
| 792                                        | 746  | 703  | 648  | 612  | 648  | 598  |
| Des de 1962: població sense dobles comptes |      |      |      |      |      |      |

## Administració
| Període | Identitat      | Partit |
| ------- | -------------- | ------ |
| 2001-   | Rolland Gaudin |        |

## Agermanaments
- Anderlues